# Mecistocephalus mauritianus
Mecistocephalus mauritianus är en mångfotingart som beskrevs av Verhoeff, K.W. 1939. Mecistocephalus mauritianus ingår i släktet Mecistocephalus och familjen storhuvudjordkrypare. Inga underarter finns listade i Catalogue of Life.